# 텅스램

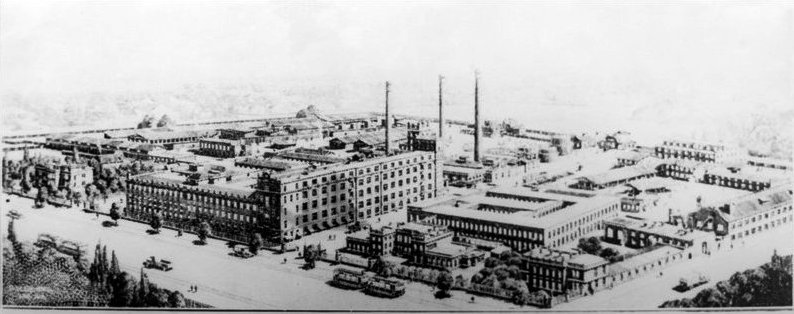
1906년 우이페슈트(Újpest에 위치한 텅스램의 공장

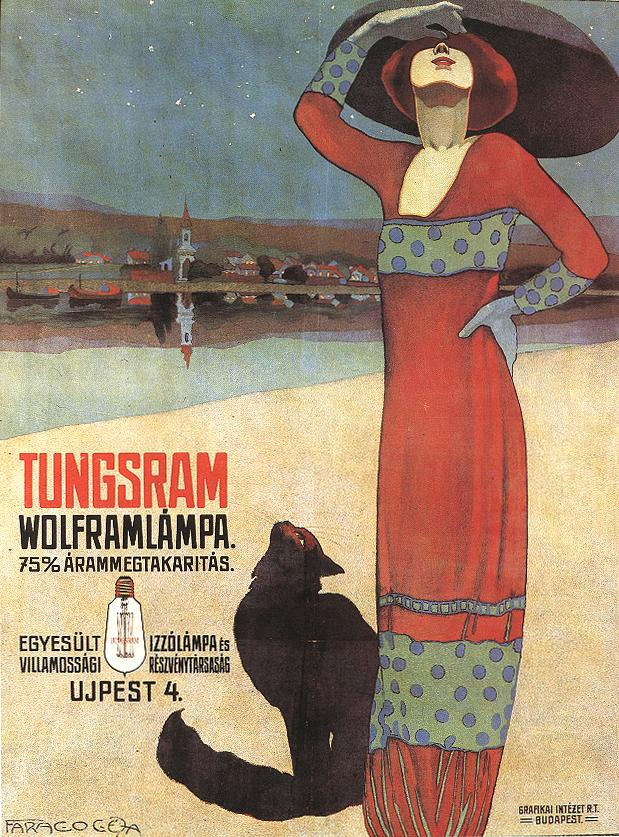
1910년 텅스램 백열등 포스터

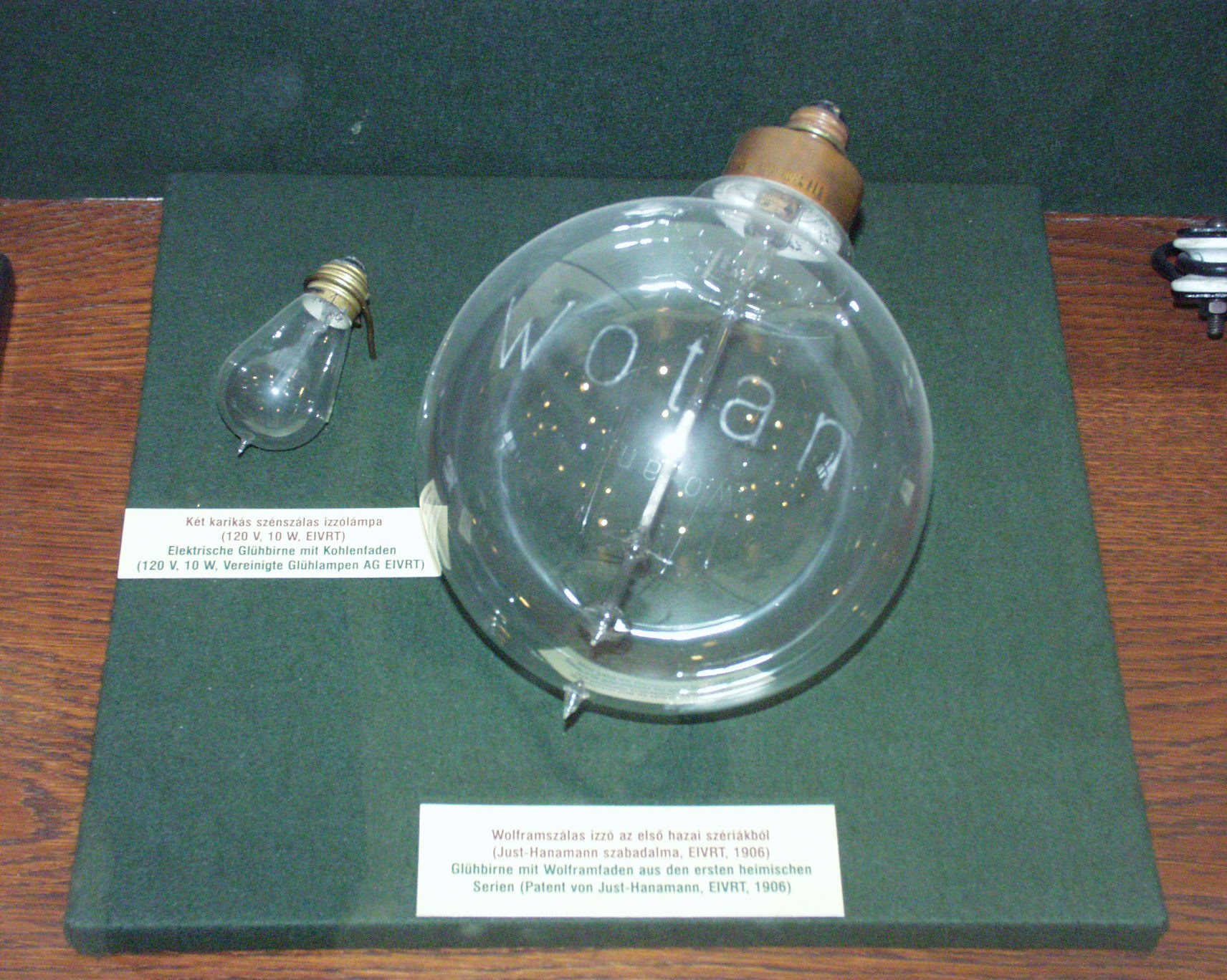
탄소 필라멘트 백열등(왼쪽)과 현대적인 텅스텐 백열등(오른쪽)

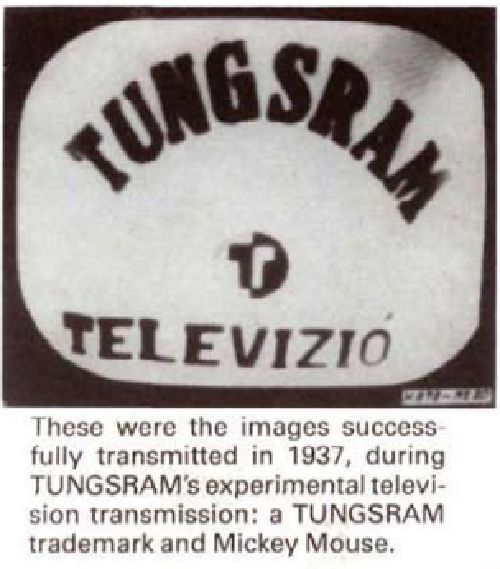
1937년 텅스램 텔레비전 프로토타입

텅스램(Tungsram)은 헝가리의 가장 크고, 오래된 회사 중 하나이다. 백열등과 전자제품으로 국제적으로 명망있는 회사이다. 1896년 우이페쉬트(Újpest)에서 설립된 텅스램은 처음엔 전화, 전선, 스위치보드를 생산했었다. 회사 명칭인 "텅스램"은 백열등의 필라멘트로 많이 쓰였던 텅스텐(Tungsten;/ˈtʌŋstən/)과 텅스텐의 다른 이름인 울프램(Wolfram;/ˈwʊlfrəm/)의 혼성어이다.
1904년 12월 13일, 헝가리인 샌더 유스트(Sándor Just)와 크로아티아인 프랑요 하나만(Franjo Hanaman)은 세계 최초 텅스텐 필라멘트 백열등에 대해 헝가리 특허 번호 34541를 부여받았다. 당대에 쓰이던 탄소 필라멘트보다 더 밝은 빛을 내면서도 더 긴 수명을 가진 필라멘트였다. 그들은 특허권의 라이센스를 한 회사에 부여했는데, 그 회사는 백열등의 이름인 텅스램으로 회사 이름을 바꾸었다. 아직도 많은 유럽 국가에서는 텅스램 전구라고 부른다. 1934년, 텅스램은 백열등을 크립톤 가스로 채우는 임레 브로디(Imre Bródy)의 특허를 제품에 적용하여 백열등의 수명을 늘렸다. 1차 세계 대전 동안은 진공관이 텅스램의 가장 큰 수익을 냈다.
영국 텅스램 라디오 회사는 1차 세계 대전 이전의 헝가리 텅스램의 자회사였다.
1990년, 제너럴 일렉트릭은 텅스램 주식의 과반을 얻어 소유권을 확보하고, 그 후 6년 동안 6억 달러를 투입하여 회사의 모든 부분을 변화시켰다. 지금까지도, 이 투자는 동유럽에서 미국 회사가 한 가장 큰 생산 투자이다. 텅스램은 오늘날 제너럴 일렉트릭의 자회사이며, 그 이름은 오직 브랜드로만 남아있다.